# مسجد علاء بك (ماكيلار)
مسجد علاء بك (بالألبانية: Xhamia e Allajbegisë، بالأوزبكية: Allajbegi masjidi، بالإنجليزية: Allajbegi's Mosque، بالتركية: Alay Bey Camii): هو نصب ثقافي تاريخي لألبانيا، يقع في قرية بوريم أو علاء بك (بالألبانية: Burimi أو Allajbeg)، ضمن مقاطعة ديبر. تم بناء المسجد قبل 1578.
أصبح المسجد معلمًا ثقافيًا في 1970.